# Burcht Gemen
De Burcht van Gemen (Duits: Burg Gemen) staat in Gemen, een Stadtteil van Borken (Noordrijn-Westfalen), in het Münsterlandse landschap in het vroegere moerasgebied van de Duits-Nederlandse Aa-strang. Het huidige waterslot ontstond na een geleidelijk verbouwing van een meer dan 900 jaar oude burcht, die ooit door de heren van Gemen, een van de destijds meest invloedrijkste adelgeslachten van Westfalen, werd bewoond.
Het slot staat op twee eilanden en wordt omsloten door een breed grachtensysteem en was ooit het centrum van de rijksheerlijkheid Gemen.

## Middeleeuwen
De geschiedenis van het slot gaat terug tot 962, toen zich hier als leen van het Sticht Vreden een hof met de naam Gamin bevond. Onenigheden tussen de heren van Gemen en de prins-bisschoppen van Münster drukten sinds de 12e eeuw een stempel op de geschiedenis. Om de rijksvrijheid te bewaren sloten de bezitters van de burcht met succes wisselende verbonden, zoals met de graven en latere hertogen van Kleef, de aartsbisschop van Keulen en de rijksvrije stad Dortmund.
Dankzij een goede huwelijkspolitiek en succesvol verlopen vetes werd het grondgebied van het heerschap Gemen ten koste van de buren al in de tweede helft van de 13e eeuw aanmerkelijk vergroot. Onder Hendrik III van Gemen ontwikkelde het huis zich zelfs tot een van de belangrijkste adelsgeslachten van Westfalen. De burcht kwam onder hem volledig in het bezit van de familie en werd tot 1411 verder uitgebouwd. Een steen met een inschrift bleef bewaard, waarop vermeld staat dat hij en zijn vrouw Catharina van Bronkhorst de bouwheren zijn.
Hendriks zoon Johan II van Gemen zete de politiek van zijn vader met goed gevolg voort en wist het westelijke gebied tot in Gelderland uit te breiden. Nadat zijn zoon Hendrik IV in 1492 zonder mannelijke nakomelingen stierf vielen burcht en heerschap door het huwelijk van Cordula van Gemen toe aan de graaf Jan IV van Holstein-Schaumburg en Sternenberg.

## Nieuwe tijd
Diens kleinzoon, Joost II, een neef van Willem van Oranje, leidde van 1560 de lutherse reformatie in Gemen en legde daarmee de basis voor een van de oudste protestantse gemeenten van Westfalen. Omdat Joost II ook de vrijheidsstrijd van de Nederlanders tegen het katholieke Spanje steunde, werd Gemen in 1568 door Fernando Álvarez de Toledo, de hertog van Alva, belegerd en geplunderd. Tijdens de Dertigjarige Oorlog slaagde Joost Herman van Schaumburg (een kleinkind van Joost II) erin om Gemen buiten het strijdgewoel te houden. Toen Joost Herman van Schaumburg in 1635 ongetrouwd stierf, brak er een erfstrijd los, die uiteindelijk gewonnen werd door gravin Agnes van Limburg-Styrum, die destijds abdis van het stift Vreden was. Zij liet korte tijd later haar erfenis na aan haar neef, Herman Otto I van Limburg-Styrum. Diens zoon Adolf Ernst van Limburg-Styrum probeerde later zonder succes het katholicisme in Gemen opnieuw in te voeren. In 1694 lukte het Herman Otto II van Limburg-Styrum om de eeuwenlange strijd met het prinsbisdom Münster via een proces voor het Rijkskamergerecht definitief ten gunste van zijn familie te beslechten. Op 15 september 1700 kwam het aansluitend tot een vergelijk tussen de strijdende partijen en het heerschap werd rijksonmiddellijk. Herman Otto II was ook degene die het verdedigingscomplex tot een slot liet verbouwen.   

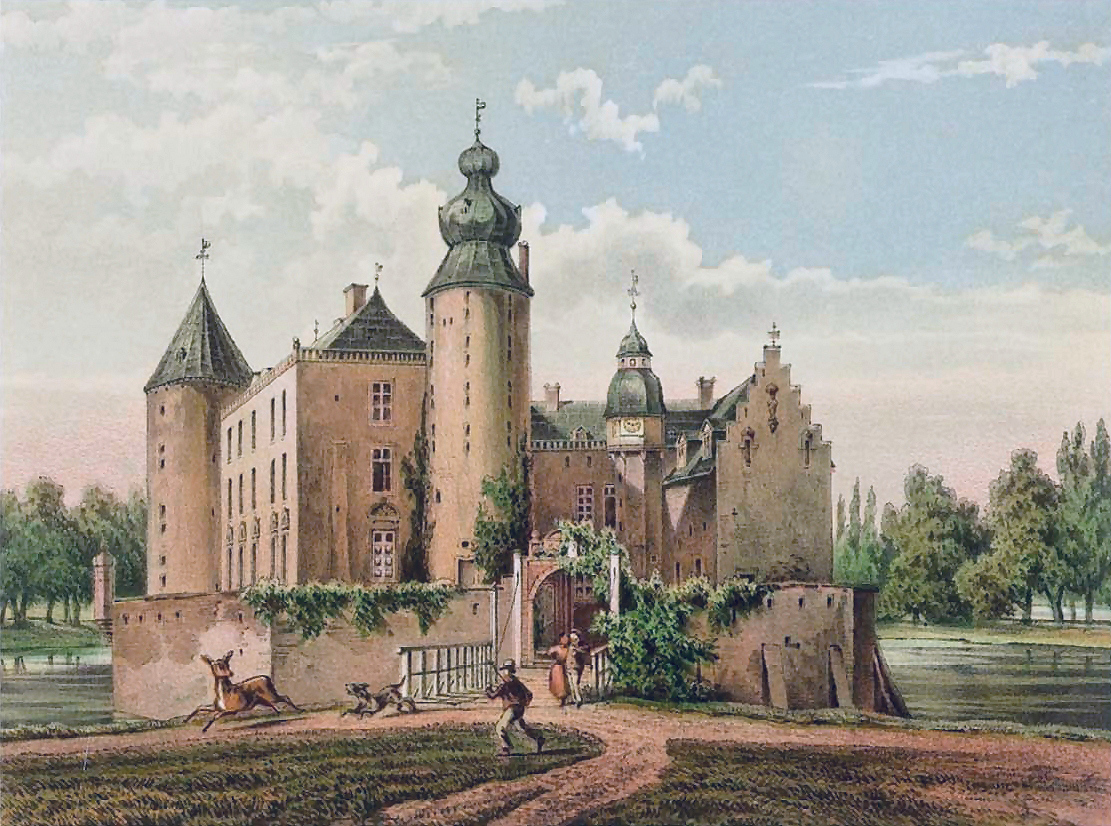
Het slot tussen 1857 en 1883

In 1772 kreeg Damian August Filips van Limburg-Styrum, prins-bisschop van Speyer, de heerlijkheid in leen. Toen deze in 1775 van het bezit afzag ten gunste van graaf Ferdinand Menrad van Limburg-Styrum-Illeraichen, maakte echter ook graaf Simon August van Lippe-Detmold aanspraken op Gemen. Hij zond een detachement als boeren verklede soldaten naar het slot en liet het bij een verrassingsaanval bezetten. Pas in januari 1776, toen de slotgracht tijdens een strenge winterperiode bevroren en het slot van alle kanten toegankelijk was, werd het terug veroverd.
In 1800 erfde vrijheer Alois Sebastiaan van Bömelberg tot Erolzheim de burcht en het heerschap Gemen. Enkele jaren later werd op 12 juli 1806 de rijksvrijheid van Gemen opgeheven en bij het vorstendom Salm gevoegd. Weer acht jaar later werd in het kader van het Wener Congres Gemen aan Pruisen toegewezen. Het wisselde vervolgens nog eenmaal van bezit toen het slot op 24 mei 1822 door rijksvrijheer Johan Ignatius Frans van Landsberg-Velen werd verworven, die in 1840 door koning Frederik Willem IV van Pruisen in de gravenstand werd verheven en zich aansluitend graaf Van Landsberg-Velen en Gemen liet noemen. Zijn nazaten bezitten ook tegenwoordig nog het slot.

## Huidig gebruik

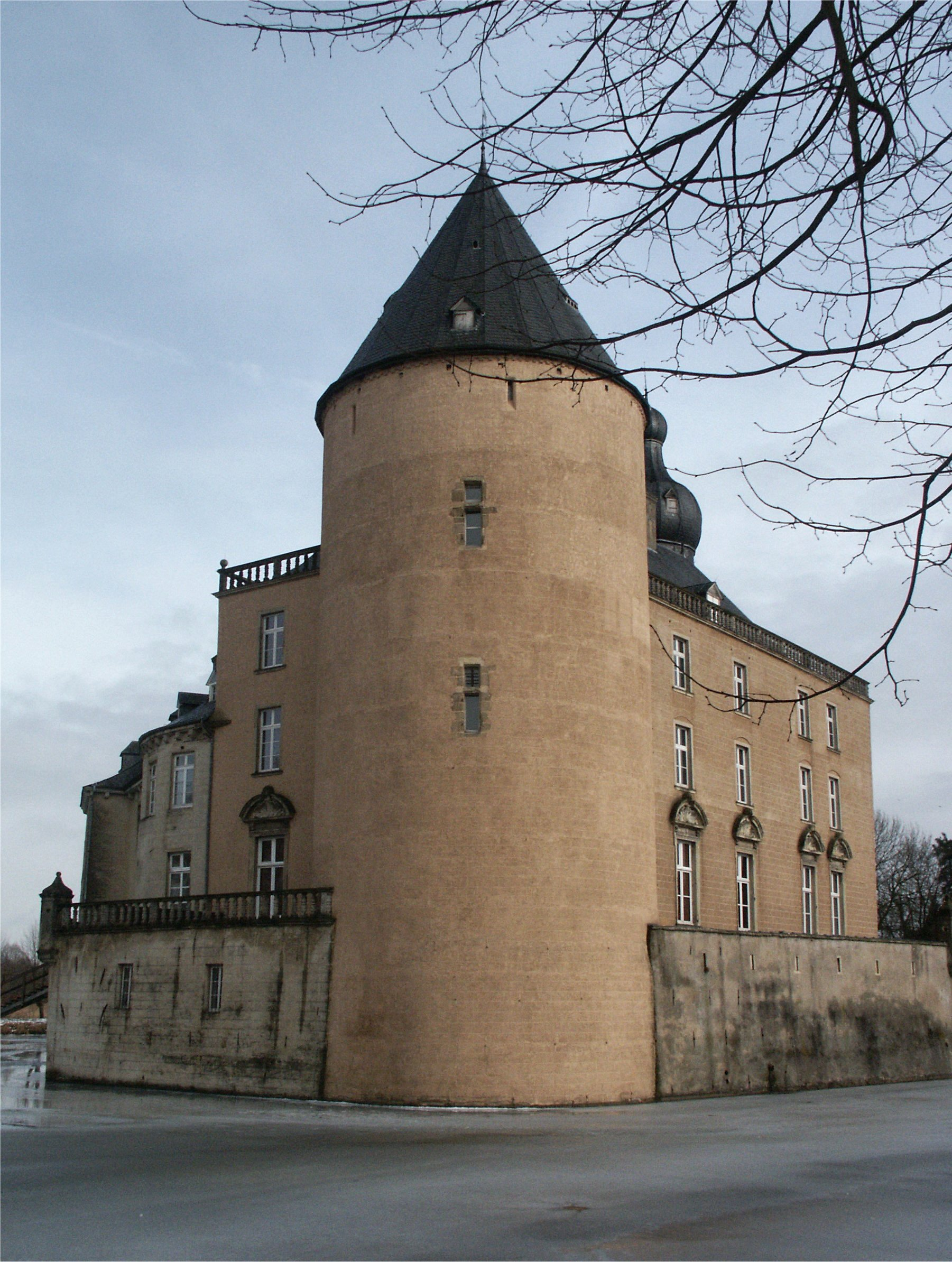
Kapeltoren

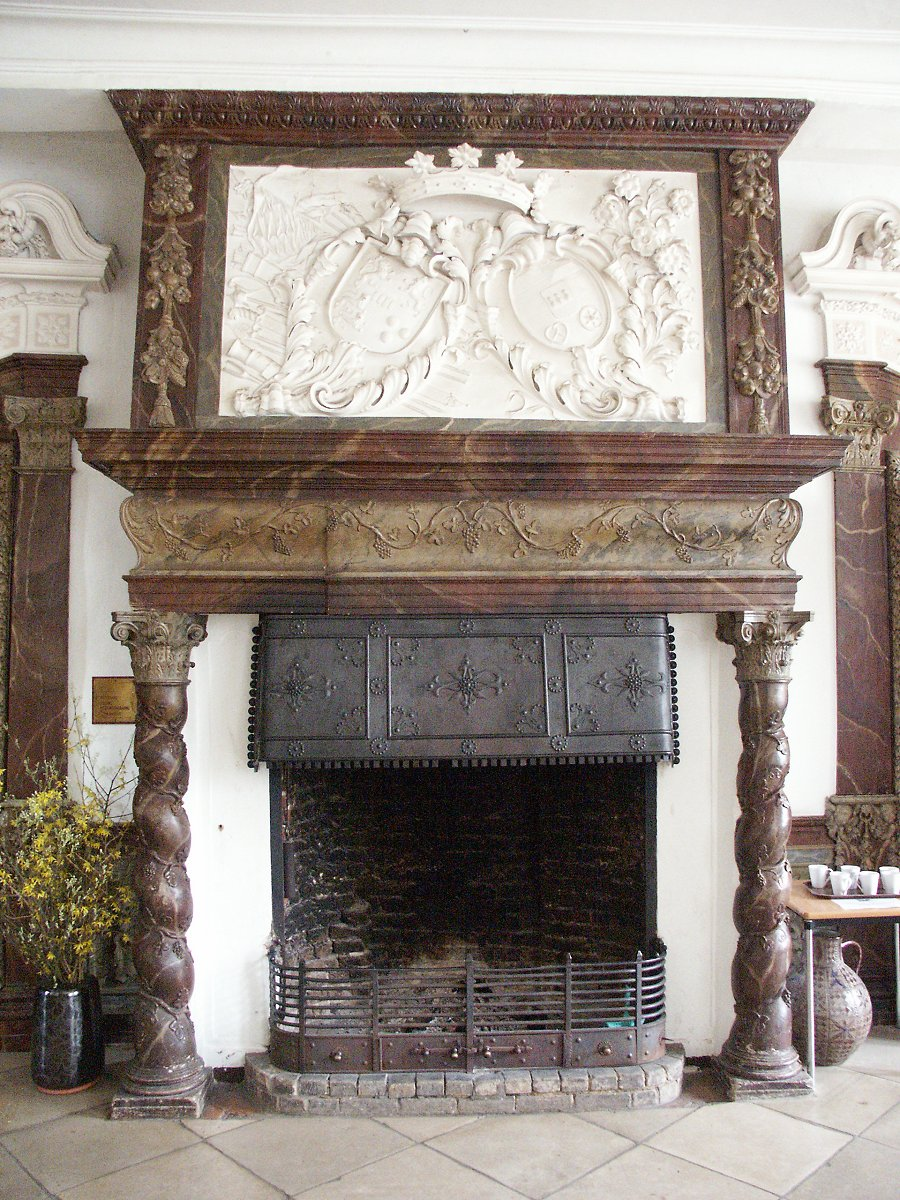
Open haard

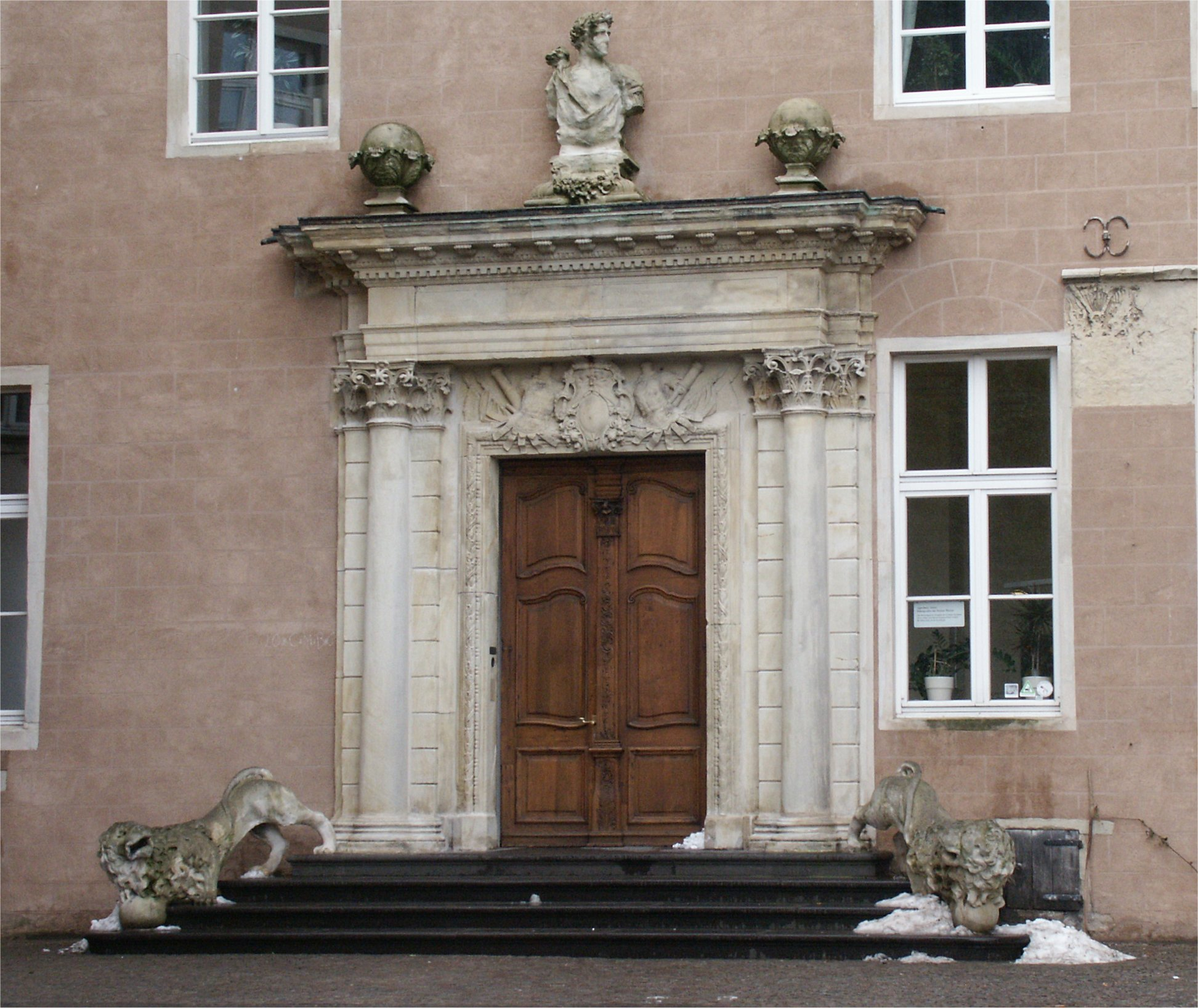
Portaal

Op initiatief van de toenmalige bisschop van Münster Clemens August von Galen werd het slot in 1946 aan het bisdom verpacht en wordt sindsdien als een vormingscentrum voor de jeugd gebruikt. De zogenaamde Jugendburg Gemen is tot ver over de grenzen van de deelstaat bekend en behoort met 200 bedden en meer dan 20 seminarium-lokalen tot de vijf grootste instellingen van zijn soort in Duitsland. Het slot heeft een eigen kapelaan en naast vele cursussen worden dagen georganiseerd in het kader van religieuze oriëntatie. Op zaterdagavonden vindt er een eucharistieviering in de Michaëlkapel plaats en op dinsdagen en donderdagen 's ochtends vieringen in de Von Galen-kapel.
Een belangrijke focus op het werk in het slot is het muzikale en culturele aanbod onder leiding van muziekpedagogen, dat heeft geleid tot de oprichting van de Werkgemeinschaft Musik im Bistum Münster e. V.. Jaarlijkse hoofdactiviteit is de Chor- und Instrumentalwoche, een evenement dat steeds in de eerste week van de herfstvakantie in Noordrijn-Westfalen plaatsvindt. Sinds 1951 komen dan rond de 120 personen bijeen om in verschillende workshops gemeenschappelijk muziek te maken.
De burcht Gemen is bovendien een halte langs de 100 Schlösser Route, een fietsroute langs de kastelen in het Münsterland.

## Bouwgeschiedenis
Aangenomen wordt dat de burcht Gemen in de 9e of 10e eeuw als mottekasteel werd gebouwd. Voor het eerst wordt de burcht in het jaar 1274 genoemd. Het tegenwoordige slot is de opvolger van de eerste burcht, waarvan de bouwgeschiedenis in vijf fases valt te verdelen.

### 13e eeuw – uitbouw tot Ringburcht
Tot het midden van de 13e eeuw werd de burcht onder Goswin van Gemen tot ringburcht uitgebouwd. De ronde bergfried, waarvan het fundament bewaard bleef, bezat twee meter dikke muren en vormde een onderdeel van een bijna cirkelvormige ringmuur. Binnen deze ommuring stond waarschijnlijk een woongebouw, hetgeen echter niet met zekerheid kan worden vastgesteld. Archeologen nemen echter aan dat dit complex de opvolger van een motte moet zijn geweest.

### 14e eeuw
Vermoedelijk werd in de 14e eeuw de grootte van de burcht met de bouw van een nieuwe ringmuur bijna verdubbeld. Een klein, twee verdiepingen tellend paleis met een oppervlak van 8 meter bij 17,5 meter behoorde tot het complex evenals waarschijnlijk ook een rechthoekige woontoren in het noorden. Hoe de westelijke bebouwing van de kernburcht er uit heeft gezien is tegenwoordig niet meer te achterhalen.

### 15e eeuw
Onder Hendrik III kreeg de burcht de huidige omvang. Tot 1411 liet hij in het westen een drie verdiepingen tellend paleis met een grote zaal en een gewelfde kelder bouwen en de voormalige bergfried verhogen tot vier verdiepingen. Ook de bouw van de bakstenen kapeltoren gaat op zijn bouwactiviteiten terug. Een bermmuur in het zuiden, westen en noorden gaf de ringmuur extra stabiliteit.

### 16e/17e eeuw
Na enkele kleine veranderingen in de 16e eeuw, zoals de bouw van een klokkentoren in de binnenhof (waarschijnlijk in 1571), kreeg het complex onder Herman Otto II van Limburg-Styrum rond 1700 het huidige aanzien als slot. Kleine architectonische wijzigingen aan het gotische exterieur gaven de burcht een iets barokker aanzien. Het portaal aan de noordelijke vleugel werd in classicistische stijl vernieuwd, bijzonder voor Westfalen zijn hierbij de flankerende beelden van twee leeuwen die de trap aflopen. Bovendien werd het slot in 1692 gestuct en in het geel met witte voegen geverfd. Binnen werd de grote zaal in meerdere ruimten verdeeld en van haarden en stucwerk voorzien. Als resultaat hiervan bestaat er op het slot Gemen nu nog slechts één grote zaal in het noordelijke deel van het westelijke paleis (de zogenaamde ridderzaal).

### 19e/20e eeuw
De bouwactiviteiten in de 19e en 20e eeuw bleven hoofdzakelijk beperkt tot kleinere veranderingen en moderniseringen. Alleen de voorburcht kreeg een geheel nieuwe vorm. Een brand in 1865 vernietigde het oude gebouw, zodat het in 1882 in de stijl van neorenaissance werd herbouwd. Tegelijkertijd werd toen ook de repressentatieve toegang aangelegd.
De laatste noemenswaardige bouwmaatregel vond in 1950 plaats op de begane grond van oostelijke paleis met de inrichting van de Michaëlkapel.